# Saroküzlet (film, 1940)
A Saroküzlet (eredeti cím: The Shop Around the Corner) 1940-ben bemutatott fekete–fehér amerikai romantikus film Ernst Lubitsch rendezésében. 
Magyarországon 1940. augusztus 23-án mutatták be.
László Miklós 1938-ban az Egyesült Államokba távozott író Illatszertár című színművének adaptációjában az amerikai alkotók az illatszertárt felcserélték bőröndös üzlettel, de a színhely Budapest maradt, és a szereplőknek is magyaros hangzású nevük van.

## Cselekmény
A budapesti Váci utca egyik sarkán álló üzlet főnöke, Matusek úr az utóbbi időben egyre idegesebb. 
Králik, a rokonszenves első segéd (James Stewart) és Novák Klári, az újonnan felvett csinos eladólány (Margaret Sullavan) ki nem állhatja egymást. 
Karácsony felé az első segéd helyzete Matusek ellenséges viselkedése miatt egyre inkább tűrhetetlenné válik. 
Králik apróhirdetés útján levelezni kezd egy lánnyal, akivel úgy érzi, hogy megtalálta a lelki társát,  és ismeretlenül is megszereti. Első személyes találkozásuk napján Matusek munkaidő után váratlanul benntartja a személyzetet kirakatot rendezni. Az első segédet felmenti ugyan a túlóra alól, hogy elmehessen a randevújára, de egy heves vita végén felmond neki. Később a többieket is hazaengedi, mert vár valakit. 
Králik a randevú helyszínén, a kávéházban meglepődve látja a kirakatból, hogy az ismeretlen lány – Novák Klári. Nála van a megbeszélt ismertetőjegy, Tolsztoj: Anna Karenina című regénye. Králik nem leplezi le magát, hanem leül beszélgetni a lánnyal, ami nagyrészt egymás kritizálásából áll. Beszélgetésükből kiderül, hogy a lány továbbra sem rokonszenvez vele, sokkal inkább az „ismeretlen” levélírót várja. 
Ugyanezen a napon este, amikor már mindenki elment, Matusekhez egy magándetektív érkezik és a jelentése alapján  Matusek megbizonyosodik róla, hogy felesége megcsalja őt az üzletében dolgozó bonvivánnal, Vadas úrral. Matusek korábban is gyanakodott, de nem Vadasra, hanem Králikra gondolt, ezért viselkedett Králikkal olyan ellenségesen. Matusek öngyilkosságot kísérel meg egy pisztollyal, amit Pepi, a kifutófiú akadályoz meg, aki éppen időben érkezik (hiszen a többiek már hazamentek). Matuseket idegösszeomlással szanatóriumba viszik, felgyógyulásáig Králikra bízza az üzlet vezetését. 
Klárit az ismeretlen levélíró levelének elmaradása lelki válságba sodorja. Králik felkeresi az otthonában, ahol Klári ágyban fekvő beteg, és elmondja neki, hogy ennek a levelek elmaradása az oka. Králik következő látogatásakor Klári egy újabb levél elolvasása után rögtön jobban lesz, ennek Králik is tanúja. 
A „saroküzlet”-ben javában folyik a karácsonyi vásár. A bolt karácsonyi rekordbevételt ér el, több mint 9000 pengőt. A lábadozó főnöknek mindenki örömet akar szerezni, Matusek pedig benéz az üzletbe, és bőkezű ajándékkal lepi meg a személyzetet. Karácsony este Králik és Klári együtt hagyják el az üzletet. Klári elárulja, hogy az első pillanattól tetszett neki Králik, de az ismeretlen levélíró jobban érdekli. Erre Králik leleplezi magát, hogy ő volt a levélíró, és a fiatalok boldogan egymásra találnak.

## Főszereplők
- Margaret Sullavan – Novák Klára, eladó
- James Stewart – Králik Alfréd, első segéd
- Frank Morgan – Matusek Hugó, üzlettulajdonos
- Joseph Schildkraut – Vadas Ferenc, eladó
- Sara Haden – Kaczek Flóra
- Felix Bressart – Pirovics, eladó
- William Tracy – Katona Pepi, kifutófiú
- Inez Courtney – Novotny Ilona

## Érdekesség
Az üzletben és az utcán is magyar feliratok olvashatók, például „pénztár”, „raktár” és „öltöző”, a taxin „szabad” jelzés van.